# Henry Fool
Henry Fool (bra: As Confissões de Henry Fool; prt: Henry Fool) é um filme independente de comédia dramática, escrito e realizado por Hal Hartley no ano de 1997.
O filme conquistou o prêmio de melhor roteiro no Festival de Cannes em 1998. Uma sequência do filme, Fay Grim, foi lançado em 2007.

## Sinopse
Simon é um discreto e modesto lixeiro, e sustenta sua mãe que tem tendências depressivas e uma irmã que satisfaz as necessidades sexuais dos rapazes da vizinhaça. Têm um novo inquilino que se instalou na sombria cave do seu apartamento: um ex-condenado por crimes sexuais, um colossal egocêntrico, barulhento, fumador inveterado, bebedor de cerveja e intelectual de guerrilha chamado Henry Fool.
Ninguém sabe de onde vem nem quando partirá mas, entretanto, irá mudar as vidas das pessoas com que se cruza.[carece de fontes?]

## Elenco
- Thomas Jay Ryan como Henry Fool
- James Urbaniak como Simon Grim
- Parker Posey como Fay Grim
- Liam Aiken como Ned
- Maria Porter como Mary
- James Saito como Mr. Deng
- Kevin Corrigan como Warren
- Camille Paglia como herself

## Recepção
No agregador de críticas dos Estados Unidos Rotten Tomatoes, na pontuação onde a equipe do site categoriza as opiniões da grande mídia e da mídia independente apenas como positivas ou negativas, o filme tem um índice de aprovação de 89% calculado com base em 28 comentários dos críticos. Por comparação, com as mesmas opiniões sendo calculadas usando uma média aritmética ponderada, a nota alcançada é 7.42/10.
Em outro agregador de críticas também dos Estados Unidos, o Metacritic, que calcula as notas usando somente uma média aritmética ponderada de críticos que escrevem em maioria apenas para a grande mídia, o filme tem 22 avaliações da imprensa anexadas no site e uma pontuação de 68 entre 100, com a indicação de "revisões geralmente favoráveis".